# Барадулин, Василий Алексеевич
Васи́лий Алексе́евич Бараду́лин (10 апреля 1936, Москва — 2006) — советский и российский художник и искусствовед, кандидат искусствоведения, Заслуженный работник культуры Российской Федерации (1995). Известен как исследователь народного искусства Урала, в частности урало-сибирской росписи по дереву, бересте и металлу.

## Биография
Родился 10 апреля 1936 года в Москве. В 1959 году окончил Московский текстильный институт. В 1958—1959 годах работал художником на Обуховском ковровом комбинате. В 1964 году окончил аспирантуру Научно-исследовательского института художественной промышленности. В 1959—1993 годах работал в этом же НИИ, прошёл путь от художника ковровой лаборатории до заместителя директора института. Член Союза художников России с 1996 года.

## Научная деятельность
Барадулин является исследователем русского народного искусства, в частности историко-культурных особенностей урало-сибирской росписи. Принимал участие в ряде экспедиций по поиску народных мастеров, исследованию искусства горнозаводского Урала и культуры сельского и заводского населения. Итогом экспедиций стал ряд исследовательских забот и монографий, в которых популяризировались и возрождались народные промыслы. Книга «Русские росписи Прикамья» была награждена дипломом секретариата правления Союза художников СССР.
В ходе экспедиций Барадулин поддерживал взаимодействие с мастерами промысловых предприятий. К его заслугам относят исследование и возрождение уральской живописной росписи, широкое распространённой на горнозаводском Урале в XVIII—XIX веках.
Научные исследования Барадулина также были направлены на изучение эстетической и нравственной основ народного художественного творчества. Учебное пособие в двух частях «Основы художественного ремесла», опубликованное в Москве в 1978—1979 годах, посвящено изучению истории и способов создания произведений, а также эстетическому своеобразию различных видов народного искусства. В издании приведены данные о предприятиях народных промыслов и учебных заведениях, в которых готовят мастеров по состоянию на дату публикации.

## Награды, звания и членство в организациях
- Заслуженный работник культуры Российской Федерации (1995)
- Член Союза художников России (1996)